# Sakchai Phodingam
Sakchai Phodingam, né le 11 mars 1998,, est un coureur cycliste thaïlandais. Il participe à des compétitions sur route et sur piste. 

## Biographie
En juin 2020, il se distingue en devenant champion de Thaïlande sur route. 

## Palmarès sur route

### Par année
- 2019
  - 2e étape du Tour de Phuket
- 2020
  -  Champion de Thaïlande sur route
- 2023
  - 1re étape du Tour de Siak
  - 2e du Tour de Siak
- 2024
  - 2e du championnat de Thaïlande sur route
- 2025
  - 3e du championnat de Thaïlande sur route

### Classements mondiaux
| Année                                 | 2020 | 2021  | 2022 | 2023 | 2024  |
| ------------------------------------- | ---- | ----- | ---- | ---- | ----- |
| Classement mondial                    | 659e | 2718e | nc   | nc   | 1932e |
| UCI Asia Tour                         | 25e  | 226e  | nc   | nc   | nc    |
|                                       |      |       |      |      |       |
| Légende : nc = non classéSource : UCI |      |       |      |      |       |

## Palmarès sur piste

### Championnats nationaux
- 2019
  -  Champion de Thaïlande de poursuite par équipes (avec vec Adulwit Phosangta, Thanachat Yatan et Setthawut Yordsuwan)
  - 3e du championnat de Thaïlande de course aux points
- 2023
  - 2e du championnat de Thaïlande de poursuite par équipes
  - 3e du championnat de Thaïlande du scratch